# آرنه داهل
آرنه داهل (بالإنجليزية: Arne Dahl)‏ هو سياسي أمريكي، ولد في 7 مايو 1907، وتوفي في 2 فبراير 1974. حزبياً، نشط في الحزب الجمهوري.